# Bâra
Bâra ou Bîra est une commune roumaine du județ de Neamț, dans la région historique de Moldavie et dans la région de développement du Nord-Est.

## Géographie
La commune de Bâra est située dans l'est du județ, à la limite avec le județ de Iași, sur le plateau central moldave, non loin de la vallée du Siret, à 15 km au nord-est de Roman et à 64 km à l'est de Piatra Neamț, le chef-lieu du județ.
La municipalité est composée des trois villages suivants (population en 1992) :
- Bâra (774), siège de la municipalité ;
- Negrești (259) ;
- Rediu (866).

Les quatre villages de Boghicea, Căușeni, Nistria et Slobozia se sont séparés de la commune de Bâra en 2004 pour former la commune de Boghicea.

## Politique
| Période                                  | Période  | Identité      | Étiquette | Qualité |
| ---------------------------------------- | -------- | ------------- | --------- | ------- |
| Les données manquantes sont à compléter. |          |               |           |         |
|                                          | En cours | Dănuț Petraru | PSD       |         |

| Parti | Parti                        | Sièges |
| ----- | ---------------------------- | ------ |
|       | Parti social-démocrate (PSD) | 7      |
|       | Parti national libéral (PNL) | 4      |

## Démographie
On comptait en 2002 736 ménages et 662 logements dans la commune.
| 1992  | 2002  | 2007  |
| ----- | ----- | ----- |
| 1 899 | 1 894 | 1 902 |

## Économie
L'économie de la commune repose sur l'agriculture et l'élevage.